# Hans Morgenthau
Hans Joachim Morgenthau (Coburgo, Alemanha, 17 de fevereiro de 1904 — Nova Iorque, 19 de julho de 1980) foi um pioneiro no campo de estudos da teoria das relações internacionais. É considerado um dos principais pensadores contemporâneos da corrente realista.

## Biografia
Morgenthau nasceu numa família judia na Alemanha, e, já na década de 1930, foi professor na Suíça e na Espanha. Em 1930, emigrou definitivamente para os Estados Unidos, onde trabalhou em diversas universidades até se fixar na Universidade de Chicago, entre 1943 e 1971.
Hans Morgenthau escreveu seu principal trabalho, como mencionado anteriormente, consolidando a visão realista de Relações Internacionais recuperada por Edward Hallett Carr. Grande parte de suas visões continuam relevantes em função da importância do Neorrealismo de Kenneth Waltz contemporaneamente, além do resgate em termos atuais dos elementos centrais da teoria dentro da administração de George W. Bush nos Estados Unidos.
Morgenthau propôs-se a investigar as relações entre as nações e as forças que envolvem esse relacionamento. Além disso, ele buscava delinear como seria a política externa norte-americana no período pós-guerra. Segundo o próprio autor, esse contexto seria de:
1. Substituição do multipolaridade pelo bipolaridade, cujos centros estariam fora da Europa Ocidental.
2. Divisão da unidade moral em dois sistemas antagônicos de pensamento que disputam entre si a lealdade dos homens.
3. Desenvolvimento da tecnologia nuclear que poderia levar à destruição da humanidade.

Como Morgenthau estava preocupado em orientar a nova política externa norte-americana, era importante notar a mudança do contexto internacional, caracterizada pelo advento do bipolarismo entre os Estados Unidos e a ex-União Soviética, ou seja, a constatação de que cada um dos países clama possuir a "moralidade correta" a ser seguida por toda a humanidade, o capitalismo e seus valores, de um lado, e o socialismo e os seus valores, do outro. Os seres humanos como um todo, mesmo dentro do campo de cada um, tenderiam a se aliar a uma ou a outra unidade moral. Finalmente, o advento da tecnologia nuclear implicou que, pela primeira vez na história da humanidade, há uma tecnologia bélica tão poderosa a ponto de eliminar por completo a população de uma cidade, como Hiroshima e Nagasaki demonstraram. Desse momento em diante, os grandes líderes mundiais deveriam levar em consideração, em seus cálculos, esse poder destrutivo.
Assim como Carr, Morgenthau critica a chamada visão idealista das Relações Internacionais. Para ele, a paz mundial somente seria possível por meio de mecanismos negativos, ou seja, por um mecanismo de equilíbrio de poder.

## Trabalhos selecionados (em inglês)
- Scientific Man versus Power Politics (1946) Chicago, IL: University of Chicago Press.
- Politics Among Nations: The Struggle for Power and Peace (1948, and subsequent editions) New York NY: Alfred A. Knopf.
- In Defense of the National Interest (1951) New York, NY: Alfred A. Knopf.
- The Purpose of American Politics (1960) New York, NY: Alfred A. Knopf.
- Crossroad Papers: A Look Into the American Future (ed.) (1965) New York, NY: Norton.
- Truth and Power: Essays of a Decade, 1960–70 (1970) New York, NY: Praeger.
- Essays on Lincoln's Faith and Politics. (1983) Lanham, MD: Univ. Press of America for the Miller Center of Public Affairs at the Univ. of Virginia. Co-published with a separate text by David Hein.
- The Concept of the Political (2012; orig. 1933) Intro. by H. Behr and F. Roesch. Trans. by M. Vidal. Palgrave Macmillan.

Para obter uma lista completa dos escritos de Morgenthau, consulte "The Hans J. Morgenthau Page" no Google Sites.